# Stiliger costai
Stiliger costai är en snäckart som beskrevs av Pruvot-fol 1951. Stiliger costai ingår i släktet Stiliger och familjen Stiligeridae. Inga underarter finns listade i Catalogue of Life.